# 신혜수 (배우)
신혜수(申惠琇, 申惠秀, 1965년 3월 24일 ~ )는 대한민국의 여성 배우이다.

## 생애
1984년 연극배우로 첫 데뷔하였고 1986년 MBC 문화방송 공채 탤런트 18기로 정식 데뷔하였다. 이듬해 1987년 영화 《아다다》의 주연으로 영화 배우로 데뷔하였으며 본인(신혜수)의 대학 동창인 개그우먼 이경실이 MBC 공채 탤런트 18기 시험에 응시했다가 탈락한 뒤 1987년 MBC TV 개그맨 콘테스트 1기로 데뷔했다.
이후 MBC 문화방송, KBS 한국방송공사, SBS 서울방송 드라마에서 주연과 조연과 준조연을 두루 배역하였다.

## 출연작

### 드라마
- 1986년 MBC 《조선 왕조 오백년 - 남한산성》
- 1987년 MBC 《산하》
- 1988년 MBC 《인간시장》
- 1988년 MBC 《조선 왕조 오백년 - 인현왕후》
- 1989년 KBS1 《지리산》- 서경애 역
- 1989년 MBC 《님》
- 1989년 KBS2 《달빛가족》
- 1992년 KBS1 《바람꽃은 시들지 않는다》
- 1992년 SBS 《비련초》
- 1993년 KBS2 《기쁨이면서 슬픔인 채로》
- 1993년 SBS 《결혼》
- 1995년 KBS1 《김구》
- 1997년 SBS 《여자》

### 영화
- 1987년 《아다다》 아다다 역
- 1989년 《쫄병수첩》
- 1990년 《여군외출》
- 1991년 《아들나라》
- 1994년 《헐리우드 키드의 생애》
- 1997년 《똑바로 살아라》

### 연극
- 《상록수》 ... 채영신 역(여자 주인공)
- 《아리랑》 ... 최영희 역(주연)
- 《약한 자의 슬픔》 ... 엘리자베스 역(주인공)

## 광고
- 롯데네슬레코리아 - 네스카페
- 해태제과 - 쿠키드빠리

## 수상 경력
- 1987년 제26회 대종상 신인상[10]
- 1988년 제12회 황금촬영상 신인상
- 1988년 제24회 백상예술대상 영화 부문 여자신인연기상[11]
- 1989년 몬트리올 세계 영화제 여우주연상[2]

## 가족 관계
- 아버지 : 신기선(申基宣, 1932년 3월 11일 ~ 2021년 12월 30일)
- 어머니 : 문정애
- 오빠동생(남매) : 신우진